# さよならごっこ
「さよならごっこ」は、2019年2月13日にソニー・ミュージックアソシエイテッドレコーズから発売されたamazarashiの楽曲および6枚目のシングル。

## 概要
前作「リビングデッド」から約3か月ぶりのシングル。
表題曲は、2019年1月から6月まで放送されていた手塚治虫原作テレビアニメ『どろろ』のエンディングテーマとして書き下ろされた楽曲である。
初回生産限定盤には、通常盤の収録曲に加えて「さよならごっこ」のアコースティックバージョンが収録されるほか、2018年に開催された全国ツアー「地方都市のメメント・モリ」の一部を収録したDVDが付属する。また、「さよならごっこ」のテレビサイズを収録し、ジャケットにどろろのアニメイラストを採用した期間生産限定盤も発売された。
また「自虐家のアリー」のMVでもコラボしたLyric Speakerとのコラボプロジェクトとして、本作収録曲「それを言葉という」のMVが公開された。

## 収録曲
全作詞、作曲：秋田ひろむ／全編曲：出羽良彰、amazarashi
| #  | タイトル             | 作詞 | 作曲・編曲 | 時間 |
| -- | -------------------- | ---- | ---------- | ---- |
| 1. | 「さよならごっこ」   |      |            | 4:30 |
| 2. | 「アイザック」       |      |            | 2:11 |
| 3. | 「それを言葉という」 |      |            | 5:30 |

| #  | タイトル                             | 作詞 | 作曲・編曲 | 時間 |
| -- | ------------------------------------ | ---- | ---------- | ---- |
| 1. | 「さよならごっこ」                   |      |            | 4:30 |
| 2. | 「アイザック」                       |      |            | 2:11 |
| 3. | 「それを言葉という」                 |      |            | 5:30 |
| 4. | 「さよならごっこ acoustic Version.」 |      |            | 4:27 |

| #   | タイトル                   | 作詞 | 作曲・編曲 |
| --- | -------------------------- | ---- | ---------- |
| 1.  | 「ワードプロセッサー」     |      |            |
| 2.  | 「空洞空洞」               |      |            |
| 3.  | 「フィロソフィー」         |      |            |
| 4.  | 「この街で生きている」     |      |            |
| 5.  | 「たられば」               |      |            |
| 6.  | 「リタ」                   |      |            |
| 7.  | 「バケモノ」               |      |            |
| 8.  | 「ムカデ」                 |      |            |
| 9.  | 「水槽」                   |      |            |
| 10. | 「ぼくら対せかい」         |      |            |
| 11. | 「多数決」                 |      |            |
| 12. | 「悲しみ一つも残さないで」 |      |            |
| 13. | 「スターライト」           |      |            |

| #  | タイトル                      | 作詞 | 作曲・編曲 | 時間 |
| -- | ----------------------------- | ---- | ---------- | ---- |
| 1. | 「さよならごっこ」            |      |            | 4:30 |
| 2. | 「アイザック」                |      |            | 2:11 |
| 3. | 「それを言葉という」          |      |            | 5:30 |
| 4. | 「さよならごっこ -TV edit.-」 |      |            | 1:35 |